# Amtsgericht Bitburg

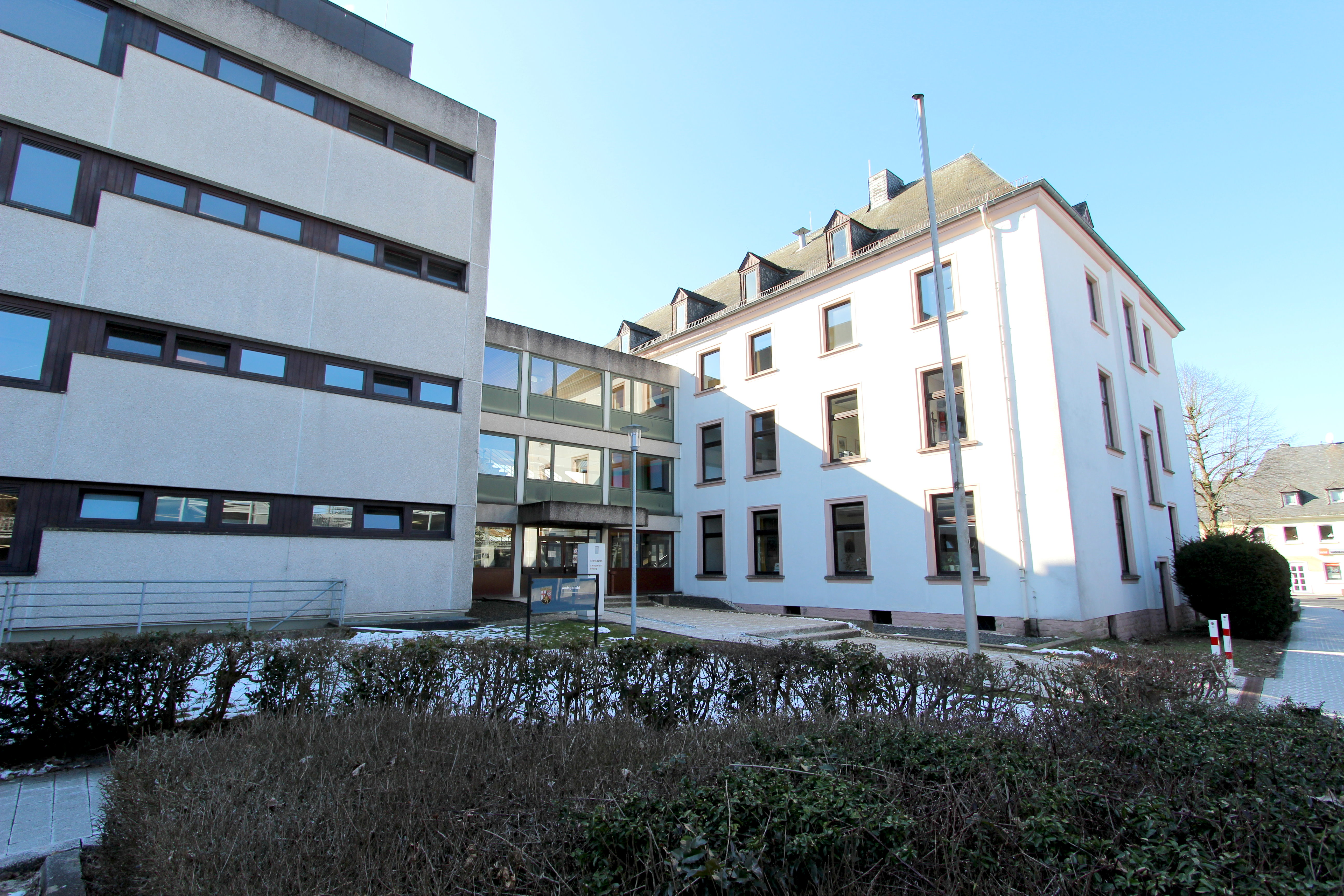
Amtsgericht Bitburg, Gerichtsstraße

Das Amtsgericht Bitburg ist ein Gericht der ordentlichen Gerichtsbarkeit in Rheinland-Pfalz mit Sitz in Bitburg.

## Gerichtssitz und -bezirk
Das Gericht hat seinen Sitz in Bitburg. Es gehört zum Landgerichtsbezirk
Trier.

## Gebäude
Das Gerichtsgebäude befindet sich in der Gerichtsstraße 2-4 in Bitburg.

## Mitarbeiter
Im Januar 2020 waren am Amtsgericht Bitburg ca. 50 Mitarbeiter beschäftigt.

## Zuständigkeit
Das Amtsgericht Bitburg ist für alle Angelegenheiten zuständig, die bei einem Amtsgericht anhängig gemacht werden können und ist damit zugleich Zivilgericht, Familiengericht, Grundbuchamt, Betreuungsgericht, Nachlassgericht und Registergericht.

## Übergeordnete Gerichte
Dem Amtsgericht Bitburg ist das Landgericht Trier übergeordnet. Zuständiges Oberlandesgericht ist das Oberlandesgericht Koblenz.